# Paramolgus
Genre
Paramolgus est un genre de copépodes de la famille des Rhynchomolgidae.

## Distribution
Les espèces de ce genre se rencontrent dans l'océan Atlantique, l'océan Pacifique et l'océan Indien.
Les espèces de ce genre sont associées à des anthozoaires.

## Liste des espèces
Selon World Register of Marine Species (24 décembre 2017) :
- Paramolgus abruptus Humes, 1990
- Paramolgus accinctus Humes, 1980
- Paramolgus alcyoniicus Humes, 1990
- Paramolgus ampullaceus Humes, 1992
- Paramolgus anomalus (Scott A., 1909)
- Paramolgus antillianus Stock, 1975
- Paramolgus centor Humes, 1990
- Paramolgus clavatus (Humes & Ho, 1968)
- Paramolgus congruus Humes, 1990
- Paramolgus constrictus (Humes, 1969)
- Paramolgus dapsilis Humes, 1993
- Paramolgus delicatulus Humes, 1992
- Paramolgus ellisellae Humes, 1974
- Paramolgus eniwetokensis Humes, 1973
- Paramolgus extendens Humes & Dojiri, 1979
- Paramolgus galeatus Kim I.H., 2003
- Paramolgus incidentus Kim I.H., 2005
- Paramolgus inconstans Humes & Dojiri, 1979
- Paramolgus insectus (Humes, 1969)
- Paramolgus litophyticus Humes & Dojiri, 1979
- Paramolgus modicus Humes, 1990
- Paramolgus nephthaenus Humes, 1980
- Paramolgus nudipes Kim I.H., 2006
- Paramolgus orientalis Choe & Kim I.H., 2010
- Paramolgus ostentus Humes, 1973
- Paramolgus pavonae Humes, 1994
- Paramolgus politus (Humes & Ho, 1967)
- Paramolgus pollicaris Humes & Dojiri, 1979
- Paramolgus promiculus Humes, 1980
- Paramolgus quadrangulus Humes, 1990
- Paramolgus resectus Humes & Dojiri, 1979
- Paramolgus simulans (Humes & Ho, 1967)
- Paramolgus spathophorus (Humes & Ho, 1968)
- Paramolgus subincisus Humes, 1990
- Paramolgus timendus Humes, 1990

## Publication originale
- Humes & Stock, 1972 : Preliminary notes on a revision of the Lichomolgidae, cyclopoid copepods mainly associated with marine invertebrates. Bulletin of the Zoological Museum of the University of Amsterdam, vol. 2, no 12, p. 121-133.